# Guillermo Villanueva
Guillermo Villanueva (San Juan, 15 de abril de 1849 - Londres, 17 de julio de 1912) fue un ingeniero argentino que ejerció como ministro de Guerra y Marina durante la presidencia de José Evaristo Uriburu, en la última década del siglo XIX.

## Biografía
Era hijo de Arístides Villanueva, que fuera gobernador de la Provincia de Mendoza. Se graduó de ingeniero en 1870, formando parte de la primera promoción de ingenieros graduados en su país. Becado por el gobierno  de la Provincia de Buenos Aires, realizó un viaje de estudios a Europa.
Fue miembro de la Comisión Nacional Inspectora de Obras Públicas, inspector general de Ferrocarriles, vicedirector del Departamento de Ingenieros Civiles de la Nación. A partir de 1880 dirigió la construcción del ramal desde Villa Mercedes hasta Mendoza y San Juan del Ferrocarril Buenos Aires al Pacífico, obra terminada exitosamente en 1885; ese mismo año inició la construcción del sistema de tranvías de la ciudad de Mendoza. Fue presidente del Comité de Obras de Salubridad de la Nación, y construyó buena parte de las cloacas de la ciudad de Buenos Aires.
En 1895, tras la renuncia del presidente Luis Sáenz Peña, su sucesor, José Evaristo Uriburu lo nombró ministro de Guerra y Marina, con la idea de que dirigiera las obras de infraestructura necesarias para desplegar el Ejército Argentino a lo largo del país, especialmente en la Patagonia y cerca de la frontera con Chile, país con el cual se temía llegar a un conflicto armado. Además de estas obras, también creó los Arsenales de la Capital Federal, con la colaboración de los ingenieros Otto Krause y Luis Huergo. También se inició la construcción de Puerto Belgrano, cerca de Bahía Blanca, dependiente de la Armada Argentina.
En 1897, tras abandonar el Ministerio de Guerra y Marina, fue presidente de la Casa de Moneda, y luego presidió nuevamente las obras de salubridad de la Capital y sus alrededores. Fue presidente de la empresa pública Obras Sanitarias de la Nación hasta 1911. Tras su retiro, fue uno de los fundadores de la Sociedad Científica Argentina.
Falleció en Londres en 1912.